# Élections générales espagnoles de 2011 dans la région de Murcie
Les élections générales espagnoles de 2011 (en espagnol : Elecciones generales de España de 2011) se sont tenues le dimanche 20 novembre 2011 afin d'élire les 350 députés et 208 des 266 sénateurs de la Xe législature des Cortes Generales. 10 députés sont élus dans la région de Murcie.

## Résultats

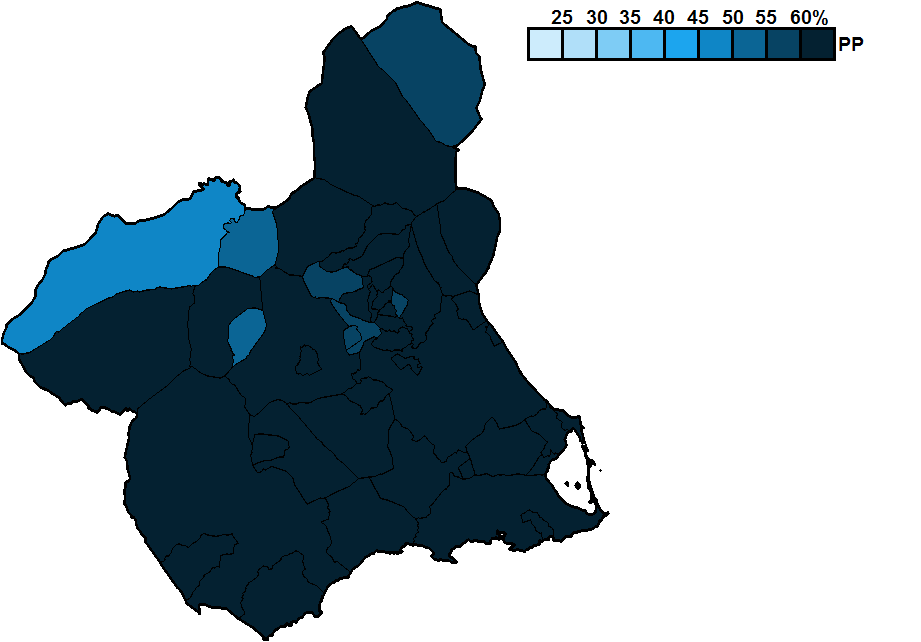
Résultats par commune.

| Parti                  | Parti                                                   | Voix      | %     | +/-   | Sièges | +/-           |
| ---------------------- | ------------------------------------------------------- | --------- | ----- | ----- | ------ | ------------- |
|                        | Parti populaire (PP)                                    | 471 851   | 64,22 | 2,98  | 8      | 1             |
|                        | Parti socialiste ouvrier espagnol (PSOE)                | 154 225   | 20,99 | 11,86 | 2      | 1             |
|                        | Union, progrès et démocratie (UPyD)                     | 45 984    | 6,26  | 5,32  | 0      | en stagnation |
|                        | Gauche plurielle (IU-LV)                                | 41 896    | 5,70  | 2,76  | 0      | en stagnation |
|                        | Equo                                                    | 4 464     | 0,61  | Nv.   | 0      | en stagnation |
|                        | Parti animaliste contre la maltraitance animale (PACMA) | 2 629     | 0,36  | 0,21  | 0      | en stagnation |
|                        | Sièges en blanc (EB)                                    | 1 745     | 0,24  | Nv.   | 0      | en stagnation |
|                        | Parti communiste des peuples d'Espagne (PCPE)           | 1 130     | 0,15  | 0,09  | 0      | en stagnation |
|                        | Centre démocrate libéral (CDL)                          | 1 127     | 0,15  | 0,05  | 0      | en stagnation |
|                        | Mort au système (+MAS+)                                 | 791       | 0,11  | Nv.   | 0      | en stagnation |
|                        | Autres partis                                           | 2 156     | 0,29  | -     | 0      | -             |
|                        | Vote blanc                                              | 6 688     | 0,91  | 0,17  |        |               |
|                        |                                                         |           |       |       |        |               |
| Suffrages exprimés     | Suffrages exprimés                                      | 734 686   | 99,07 |       |        |               |
| Votes nuls             | Votes nuls                                              | 6 868     | 0,93  |       |        |               |
| Total                  | Total                                                   | 741 554   | 100   | -     | 10     | en stagnation |
| Abstention             | Abstention                                              | 259 070   | 25,89 |       |        |               |
| Inscrits/Participation | Inscrits/Participation                                  | 1 000 624 | 74,11 |       |        |               |